# Číslo pět nežije
Číslo pět nežije (v anglickém originále Lethal Inspection) je šestá epizoda šesté řady seriálu Futurama. Název odkazuje na film Johna Badhama Číslo 5 žije.

## Děj
Vše začíná falešnou válkou z 29. století, kde se Bender vysmívá Fryovi a ostatním, že díky záložní jednotce je nezničitelný. Inspektor 5 prý vše ověřil, ale profesor zjistí, že Bender nemá žádnou záložní jednotku. A tak se Bender a Hermes vydají pátrat po záhadném „Inspektorovi 5“. Na Centru byrokracie nic nenajdou a tak Bender zavolá Mámě a požádá ji o opravu a dodání záložních jednotek, od té doby se snaží Máma Bendra zničit, aby jí nekazil dobré jméno. Na konci se ukáže, že Inspektorem 5 byl sám Hermes Konrád.